# はっぴぃセブン
『はっぴぃセブン』は、川崎ヒロユキによる日本のライトノベル。イラストはCOMが担当。スーパーダッシュ文庫（集英社）より2001年11月から2009年3月まで刊行された。七福神を題材としており、七福神の能力を宿した少女達と少年の集団「はっぴぃセブン」とその仲間達が悪神を倒すという物語。
メディアミックスとして、第2部「新・はっぴぃセブン」はドラマCD化（後に学園編もドラマCD化）、第3部「学園はっぴぃセブン」は漫画化（後に第1部も「元祖はっぴぃセブン」のタイトルで漫画化）、2005年には「はっぴぃセブン 〜ざ・テレビまんが〜」のタイトルでアニメ化された。

## 登場人物

### はっぴぃセブン
元々は「依人衆（よりゅうどしゅう）」（依人＝自らの身体に神霊力を宿し、その力を自ら行使可能な高度な霊能力者）と呼ばれる霊的戦闘集団。平安時代に朝廷直属の対禍ツ神討伐部隊として組織された。その後、江戸時代に祐天上人による再結成を経て、現代でくりや達によって再々結成されている。「新・はっぴぃセブン」においては東京湾上のテーマパーク「セブンス・ハッピー・キングダム（SHK）」を活動拠点にしつつ、同所のキャストとして働いていた。「学園はっぴぃセブン」では私立天宮寺学園の生徒・児童・医師として入り、「開運研究会」の部員・顧問として活動している。
迫守亜麻乃（さこがみ あまの）
声 - 稲村優奈
天宮寺学園中等部2年B組在学、7月7日生まれ、身長153cm,スリーサイズB84,W56,H86,血液型AB型。
本作の主人公。やることなすことドジばかりの不幸少女、だったがはっぴぃセブンとの出会いでそれが変わり始める。記憶を消されたはずがはっぴぃセブンのことを覚えていたりと、何らかの力を持っているようである。菊之介に一目惚れし、そのまま開運研究会のマネージャーに。美々たちからは「あまのっち」と呼ばれる。ものすごい音痴でその歌声はかなり強烈（菊之介の前でのみうまく歌える）。不幸な目に遭うとしゃべりが古典的になる。FINALシーズンでは自称はっぴぃセブンウォッチャーを名乗り学校を辞めたはっぴぃセブンの元へよく赴くほか、笙悟に気を使う面もある。
河川菊之介（かがわ きくのすけ）
声 - 福山潤
女だらけのはっぴぃセブンの中にあって唯一の男子。禍ツ神に取り付かれていたが、二人の少女に出会う事によって運命が変わる。若干影が薄めではあるが、心優しく誰からも好かれる好青年でもある。弁財天の能力を宿しており、転身後はもう一つの人格「お菊」が姿を表す。禍ツ神（鬼拉神）と依人衆（お菊）を先祖に持ち、福厄双方の力を持っており、お菊が分かれ出て以後は他のメンバーの力を得て、最強の戦闘神「七福鬼神」となる。SHKではマスコットキャラクターの着ぐるみ担当。天宮寺学園では高等部在学、開運研究会部長。FINALシーズンにおいて禍ツ神の消滅と恋の間で揺れ動くも寿姉妹の一言を機に作戦のプラン変更のため奔走することになる。なお、FINALシーズン2巻の冒頭において結婚したような描写があり、誰と結婚したのかは不明だったが、最終巻においてそれがくりやであった事が明らかになった。
黒田くりや（くろだ くりや） / ダイコク
声 - 桑島法子
1月15日生まれ（山羊座）、身長157cm、スリーサイズB85,W57,H86,血液型O型。
明るく真面目で超ポジティブなおかつしっかり屋。家事全般、特に料理が上手でしかも超倹約家。大黒天の能力を宿している。転身しても性格が変わらない。はっぴぃセブンのリーダー的存在（ただし現在実質的リーダーは菊之介である）。普段は優しくて気さくだが怒ると怖い。ちなみに黒髪版と茶髪版がある。
料理だけではなく勉強やスポーツもよく出来、「お嫁さんにしたい娘No.1」に選ばれるほど人気が高い。
幼いころ両親が禍ツ神のせい（正確にはバスを運転していた人物に禍ツ神が寄生した）で事故死しており、親戚に預けられるがひどい扱いを受けていた過去がある（またこれが原因で一時期自動車恐怖症だった）。SHKではファーストステーションのプリンセスを担当。天宮寺学園では高等部3年D組在学、開運研究会副部長。最終巻において菊之介と結婚する。
北山たもん（きたやま たもん） / ビシャモン
声 - 千葉千恵巳
9月20日生まれ（乙女座）、身長158cm、スリーサイズB86,W58,H88,血液型A型。
くりやとは幼なじみ。今時のコギャル風の格好とは裏腹に、弱気で泣き虫ですぐにべそをかく。しかし怒らせると恐くなり神霊力を暴走させてしまう（正確には暴走した神霊力をくあんが増幅したため。これが原因で幼いころ両親に捨てられた過去があったが「新－」のVol.3で和解している）。メイク上手でその腕前はプロ並み。また、くりやに並ぶ倹約家でもある。毘沙門天の能力を宿しており、転身すると冷徹な戦闘神へ化す。SHKではファーストステーションのプリンセスを担当。天宮寺学園では高等部3年D組在学、もう1人の開運研究会副部長。「学園はっぴぃセブン」では苗字が「北川」（きたがわ）と書かれていることがあったがこれは間違い。「新・はっぴぃセブン」で行われた人気投票では主役格の菊乃介（8位）、くりや（2位）を抑えて見事に1位になった。
弁天お菊（べんてんおきく） / 新須川菊（さらすがわ きく）
声 - 中原麻衣
8月12日生まれ（獅子座）、身長159cm、スリーサイズB88,W55,H88,血液型B型。
元々は江戸時代の少女。長い間菊之介の精神の奥底で眠っていたが、菊之介が転身する事でその性格が表に出るようになった。意地悪で傲慢かつ酷い性格で、口を開けば暴言が炸裂。転身してもその性格は変わらない。その後菊之介から分かれ出る事に。菊之介に同化していた精神体が実体化した姿であるため、厳密には人間ではない。「新須川菊」は仮の名前。
SHKではステージステーションのプリンセスを担当。天宮寺学園では高等部3年D組在学、自称名誉顧問。
「新・はっぴぃセブン」内での人気投票では唯一福娘7人の中でベスト10圏内からもれてしまいトホホ福娘なる称号を得てしまった。
最終巻の内容を見る限り鬼拉神とよりを戻したようである。
沖まひる（おき まひる） / エビス
声 - 小林ゆう / かかずゆみ（「新－」ドラマCD版）
3月6日生まれ（魚座）、身長167cm（福娘最長身）、スリーサイズB89,W58,H87,血液型B型。
ボーイッシュで寡黙かつ無愛想、しゃべっても単語ぐらいでしか話さない。実家が魚屋（ただし「新－」の時点で閉めており両親は貯めていた資金で世界の海を回っているらしい）で、大学では海洋学を学ぶほど、眺めるのも食べるのも大好きな超魚マニア。恵比寿の能力を宿しており、転身すると明るく愛想が良くなる。
SHKではトロピカルステーションのプリンセスを担当。天宮寺学園では大学部2年在学。
宗方みく（むなかた みく） / ホテイ
声 - 住友優子
11月7日生まれ（蠍座）、身長168cm、スリーサイズB90,W59,H92,血液型A型
お色気たっぷり、下ネタとセクハラが大好きなメンバー最年長の美女。驚異の大食漢だがモデルのような体形を保っている。精神科の医師免許を持つ秀才。布袋の能力を宿しており、転身すると慈悲深い性格になり、他のメンバーのサポート役となる。転身前は少々露出を意識した退廃的な雰囲気であるが、転身後の姿の方が露出部分が増えたにも関わらず前述の性格変化によりお色気は影を潜めている。
SHKではアンティークステーションのプリンセスを担当。天宮寺学園では保険医として勤務、開運研究会顧問。
寿みな・なみ（ことぶき みな・なみ） / コトブキ壱号・弐号
声 - 南央美
4月1日生まれ（牡羊座）、身長120cm、スリーサイズB61,W51,H65,血液型AB型。
一卵性双生児。名家のお嬢様であるが、虚弱体質で体力がない。みなは寿老人の、なみは福禄寿の能力を宿しており、転身すると二人とも中国拳法の達人になり、虚弱体質も無くなる。
みな（壱号）は神鹿拳（じんかけん）、なみ（弐号）は鶴亀道（かくきどう）の使い手。
SHKではチャイルドステーションのプリンセスを担当。天宮寺学園では初等部在学。
FINALシーズン第1巻において祖父の最後の言葉を機に最初に菊之介の事をあきらめた。
鷹村笙悟（たかむら しょうご）
FINALシーズン2巻より登場した新メンバーで地獄と現世を行き来したという小野小町の祖父小野篁の遠い子孫に当たる14歳の少年。菊之助や亜麻乃同様当初禍ツ神に取り付かれていたところを救われその後ともに行動することになる。
終盤先祖代々の力に覚醒し、はっぴぃセブンの正式な新メンバーとなった。

### 学園はっぴぃセブンのキャラクター
益子美々（ますこ みみ）
声 - 井上奈々子
亜麻乃のクラスメイト。マスコミ志望で放送部に所属。ビデオカメラ片手に取材に奔走の日々を送る。明るく元気だが、うっかり屋な面も。アニメでは「はっぴぃステーションTVバージョン」のMCを担当。
徳田寧々（とくだ ねね）
声 - 仲井絵里香
亜麻乃のクラスメイト。新聞部所属で、特ダネ大好き。空き時間はノートパソコンにむかって原稿執筆や編集作業にいそしむ。この3人の中では一番のしっかり屋。美々ともどもアニメでは「はっぴぃステーション」のMCを担当。

### 招福七賢衆
はっぴぃセブンをあらゆる面でサポートする集団。FINALシーズン1巻で考案した『イザナギ計画』に関する意見の食い違いで一時期はっぴぃセブンがサポートを断っていた時期がある。
天之宮姫（あめのみやひめ） / 天宮弥生（あめみや やよい）
招福七賢衆の中心人物であり、江ノ島に伝わる五頭龍伝説で龍神を鎮めた天女の末裔。菊之介の初恋の女性でもある。SHKでは表向きはパーク内&菊之介達へのアナウンスの人という事になっている。
FINALシーズン第1巻ではIT企業「株式会社ことぶきネットワーク」の女社長として初めて菊之介達の前にすがたをみせる。
寿寿三郎（ことぶき じゅさぶろう）
招福七賢衆のまとめ役であり、みな・なみの祖父。もともとは大財閥の総帥であり、私財を投げうってSHKを建設、オーナーとなった敏腕実業家。
FINALシーズン第1巻で末期ガンになっておりSHKで2人の孫の前でその生涯を終えた。
が、最終巻において意外な形で再登場する。
兵藤タキエ（ひょうどう タキエ）
菊之介の母方の祖母。普段は湘南ファッションでアメ車を乗り回すハイカラなおばあちゃん。実際は厄払いの大家である兵藤家の当主であり、兵藤家直属の隠密部隊である兵藤衆の総領。SHK内では和食レストラン「七福」の店長をやっている。
ダグラス・エドランド
アメリカ人。CIAエージェントを経て国連特務機関に勤務。弥生の夫でもある。SHKではステージステーションの警察官パフォーマーをやっている。
フランソワ・ワッフル
ベルギー出身の世界的建築家。寿三郎とは旧知の仲で、ジョークとイタズラが大好きな紳士。SHKの設計も行った。またSHK内でベルギーワッフルの店も経営している。
鬼拉神（きらつしん）
人に酷似した姿をし、人の言葉を解す禍ツ神。江戸時代、依人衆の中心人物であったおきく（お菊のオリジナルというべき存在）を愛し、以後人に味方するようになった。おきくとともに菊之介の祖先でもある。SHKではサイエンスステーションにおいて「キラーツ星人」というキャラを演じており子供達から人気を得ている。
北山くあん（きたやま くあん）
声 - 仙台エリ
2月10日生まれ、身長149cm,スリーサイズB71,W54,H70。
たもんの妹。頭脳明晰な天才少女で、理論的かつ理屈っぽく、メカマニア。将来の夢はマッド・サイエンティスト。微弱ながら吉祥天の能力を宿しており神霊力を増幅させる力をもつ。転身は出来ないが、データ解析や自作のメカではっぴぃセブンをサポートしている。はっぴぃセブンと行動をともにすることが多い。
初登場時はその力に目を付けた御多福同盟の実験のせいで記憶を失っていたが鬼拉神に救われた両親と再会したとき記憶を取り戻す。
SHKではサイエンスステーションのプリンセスを担当。天宮寺学園では中等部2年C組在学。

### 他の味方キャラクター
猩々（しょうじょう）
声 - 金田朋子
12月8日生まれ、身長156cm、スリーサイズB85,W58,H86,血液型A型
はっぴぃセブンの世話役で、犬の姿をした動物神。だが犬耳少女の姿でいる事がほとんど。大の酒好きで、飲み過ぎるとあられもない姿を晒してしまうことが多い。SHKではネイチャーステーションのプリンセスを担当。天宮寺学園では高等部3年D組在学。
サヤン・スンバヤン
南国出身の、精霊たちと心通わせることができる巫女の少女。SHKでは天候管理センターの主任。かなりの天然ボケキャラである。最終巻で菊之介達をサポートするために再登場するが天然ボケは相変わらずである。
山羅寺光（やまらじ ひかる）
声 - 置鮎龍太郎（「新－」ドラマCD版）
「新－」4巻より登場した私立探偵。ものぐさな人物だが、唯一禍ツ真神を確認する事ができる閻魔眼という目をもつ。既婚者で子供もいるがこのまま一緒に住むと息子が不幸になると感じ（もちろん閻魔眼のため）一度離婚したがその原因だった怪芽霊を寿姉妹とくあんが祓った為その後よりを戻している。その後は禍ツ真神を見抜く役として協力する事になる。また菊之介に対しては大人の男としてアドバイスをしたりもする。「新－」完結後、「学園－」では未登場でどうなったか語られていなかったが、FINALシーズンの2巻において現在は復縁し奥さんが英国ロイヤルバレエ団に特別講師として招かれたこともあり現在は家族そろってロンドンへ移住していることが明らかになった。
ゴギョウ
「新－」のころからたびたび登場している兵藤衆の潜入捜査部隊三番組の組頭。見た目は体育会系でどこか憎めない感じのする青年で兵藤衆の組頭の中ではたびたびはっぴぃセブンの前に姿を現す。命令には真面目な所があるが寿三郎の余命が少ないことを知り命令違反覚悟ではっぴぃセブンに情報をリークするなど見た目どおりの気の良い一面もある。ちなみに、彼以下兵藤衆の組頭は全員春の七草の名前をコードネームに持つ。

### 禍ツ神（まがつがみ）
古代日本から伝わる、災禍をつかさどる邪悪な神々。「怪芽霊（ケガレ）」という幼生体が進化したもので本作では様々な怪霊生物として姿を表す。中でも高度な知能・攻撃力を有する禍ツ神は「禍ツ真神」と呼ばれる。
黒闇天（こくあんてん）
声 - 井上喜久子
生年月日不明、身長157cm、スリーサイズB89,W56,H87
インド神話ではアラクシュミー（ラクシュミー＝吉祥天の妹）と呼ばれる、強大な力を持つ災禍の女神。平安時代に封印されるも後に覚醒、その後長きにわたり戦乱や災害の霊的要因となった。現代になって悪の秘密結社「御多福同盟」の総帥として暗躍するも、菊之介によって封印される（SHKはその力を封印するために建造された）。その後精神体として菊之介の精神の奥底に潜んでいたが、九鬼友也の策略によって新たな肉体を手に入れ実体化、そして現在では力を取り戻すために、天宮寺学園地下に眠る力を得ようと画策している。FINALシーズンでは立場上友也に逆らえず実質メイドの様な扱いを受けていた。
闇野美子（やみの みこ）
FINALシーズンにおいて登場した黒闇天の新たな形態。学園編で亜麻乃と面識があるため正体がばれないように二十代くらいの姿に変身したもの。闇野美子と言う名前はとっさに自分の事を「闇の巫女」と言った事を亜麻乃が勘違いしたもの。しかし、別れた後、亜麻乃は正体に気づいていた。
九鬼友也（くき ともや）
声 - 佐久間紅美
「新－」終盤に登場した黒闇天に並ぶはっぴぃセブンの宿敵。弟の九鬼和也をはっぴぃセブンに殺されたと信じ、彼女たちを殺そうとする。クローンの生成に長けており、禍ツ神などの培養を得意としていた。自身もその精神をクローンの体に移し変えている。FINALシーズンではだんだんその本性を現し黒闇天すら自分の手駒と考えるほど性格がゆがんでしまっており最終巻で事の真相を聞かされた後はそれが更に顕著になっていた。
九鬼和也（くき かずや）
表向きは某有名代議士の私設秘書であるがその正体は江ノ島に眠る五頭龍を復活させ、大量の人間を殺し、黒暗天復活に必要なエネルギーを集める任務を遂行した「御多福同盟」の幹部候補生。彼は人間の体に禍ツ神を融合させた「マガイビト」と呼ばれるものであり、禍ツ神に対するバリアなどを通ることが出来る。計画ははっぴぃセブンにより阻止され、御多福同盟の本拠地に帰ったところを総帥（大田福子）に殺された。その後、最終巻で再登場し兄の友也に事の真相を明らかにする。漫画版では原作で別の禍ツ神が変装していた弁護士「真賀津俊一郎」の代わりとして早々に登場（それにともない職業も秘書から弁護士に変更）。江ノ島編のエピソードがカットされているため序盤から終始はっぴぃセブンたちを付けねらうも最後は黒闇天復活の生贄として殺される（ただし手を下したのは総帥ではなくその部下）。
大田福子（おおた ふくこ）
おたふくのような顔が特徴的な女性。表向きは菊之介達の担任だが、その正体は秘密結社「御多福同盟」の総帥。黒闇天復活のために禍ツ神のクローン体「マガイガミ」などを使い暗躍する。最後はくあんの力を元にして作った神霊力増幅装置を取り込んだ巨大マガイビトになる。

## 既刊一覧

### 小説
- 川崎ヒロユキ（著） / COM（イラスト）、集英社〈スーパーダッシュ文庫〉、全6巻
  - 『召しませ福を はっぴぃセブン』2001年11月30日第1刷発行（11月22日発売[3]）、ISBN 4-08-630058-3
  - 『福娘七変化 はっぴぃセブン 〜天の巻〜』2002年3月30日第1刷発行（3月20日発売[4]）、ISBN 4-08-630073-7
  - 『福娘七変化 はっぴぃセブン 〜地の巻〜』2002年5月30日第1刷発行（5月24日発売[5]）、ISBN 4-08-630082-6
  - 『七福娘夏祭り はっぴぃセブン 〜真夏の福袋〜』2002年8月30日第1刷発行（8月23日発売[6]）、ISBN 4-08-630094-X
  - 『福娘厄神転生 はっぴぃセブン 〜闇之巻〜』2002年11月30日第1刷発行（11月22日発売[7]）、ISBN 4-08-630102-4
  - 『福娘厄神転生 はっぴぃセブン 〜光之巻〜』2003年1月30日第1刷発行（1月24日発売[8]）、ISBN 4-08-630110-5
- 川崎ヒロユキ（著） / COM（イラスト） 『新・はっぴぃセブン』 集英社〈スーパーダッシュ文庫〉、全9巻
  1. 「毎日がカーニバル！」2003年4月30日第1刷発行（4月25日発売[9]）、ISBN 4-08-630121-0
  2. 「雨の日でもサンシャイン」2003年6月30日第1刷発行（6月25日発売[10]）、ISBN 4-08-630130-X
  3. 「夏だものバケーション」2003年7月30日第1刷発行（7月25日発売[11]）、ISBN 4-08-630135-0
  4. 「秋の夜はハードボイルド」2003年10月30日第1刷発行（10月24日発売[12]）、ISBN 4-08-630149-0
  5. 「聖なる夜はダークネス」2004年2月28日第1刷発行（2月25日発売[13]）、ISBN 4-08-630158-X
  6. 「スィート気分で春らんまん！」2004年4月30日第1刷発行（4月23日発売[14]）、ISBN 4-08-630178-4
  7. 「リセットできない夏だから」2004年7月30日第1刷発行（7月23日発売[15]）、ISBN 4-08-630193-8
  8. 「サザンクロスに願いをこめて」2004年10月30日第1刷発行（10月22日発売[16]）、ISBN 4-08-630203-9
  9. 「ハッピー・クリスマスをあなたに」2004年12月30日第1刷発行（12月18日発売[17]）、ISBN 4-08-630215-2
- 川崎ヒロユキ（著） / COM（イラスト） 『学園はっぴぃセブン』 集英社〈スーパーダッシュ文庫〉、全3巻
  1. 「われら開運研究会」2005年5月30日第1刷発行（5月25日発売[18]）、ISBN 4-08-630237-3
  2. 「福娘たちの放課後」2005年7月30日第1刷発行（7月22日発売[19]）、ISBN 4-08-630249-7
  3. 「赤き星の力」2005年11月30日第1刷発行（11月25日発売[20]）、ISBN 4-08-630270-5
- 川崎ヒロユキ（著） / COM（イラスト） 『はっぴぃセブン・FINALシーズン』 集英社〈スーパーダッシュ文庫〉、全3巻
  1. 「命みじかし恋せよ福娘」2006年6月30日第1刷発行（6月23日発売[21]）、ISBN 4-08-630303-5
  2. 「地獄の沙汰も福娘」2009年1月28日第1刷発行（1月23日発売[22]）、ISBN 978-4-08-630325-5
  3. 「大安吉日福娘」2009年5月27日第1刷発行、ISBN 978-4-08-630480-1

### 漫画
『月刊コミックラッシュ』（ジャイブ）にてCOMによるコミカライズ「学園はっぴぃセブン」が2005年7月号から2006年7月号までが連載された。また、同誌にてCOMによるコミカライズ『元祖・はっぴぃセブン』が2006年9月号から2007年10月号まで連載された。
単行本
- 川崎ヒロユキ（原作） / COM（作画） 『学園はっぴぃセブン』 ジャイブ〈CR COMICS〉、全2巻

1. 2005年12月7日初版発行、ISBN 4-86176-254-5
2. 2006年8月7日初版発行、ISBN 4-86176-321-5

- 川崎ヒロユキ（原作） / COM（作画） 『元祖・はっぴぃセブン』 ジャイブ〈CR COMICS〉、全2巻

1. 2007年2月7日初版発行、ISBN 978-4-86176-376-2
2. 2007年10月6日初版発行、ISBN 978-4-86176-445-5

### 関連書籍
- 『開運！ 福娘いろはカルタBOOK』2003年11月21日発売[23]、ISBN 4-08-630150-4

## アニメーション
「はっぴぃセブン 〜ざ・テレビまんが〜」というタイトルで2005年10月から12月まで放送された。
なお、アニメ化の少し前まで学園の名前は『四天王寺学園』となっていたが、大阪市に同名の学校が実在していた事から抗議を受け、現在の名前に変更となった（後の小説版も同様に修正されている）。また、主な出演声優（まひる以外のはっぴぃセブン、菊之介、黒闇天）は「新－」のドラマCDの声優がそのまま継続しているが、唯一まひるのみ声優が変わっている。2006年までのトライネットエンタテインメント制作のテレビアニメは、テレビでの放映終了後からしばらくしてGyaOなど複数の動画サイトで配信されるのが恒例だったが、このアニメだけは一度も配信されることがなかった。

### スタッフ
- 原作・シリーズ構成 - 川崎ヒロユキ[2]
- 監督 - 矢吹勉[2]
- キャラクター原案 - COM[2]
- キャラクターデザイン・総作画監督 - 渡辺真由美
- モンスター&メカデザイン - 鎌田祐輔[2]
- 美術監督 - 河合伸治[2]
- 色彩監督 - 山口喜加[2]
- 撮影監督 - みやがわよしかず[2]
- 編集 - 坂本雅紀[2]
- 音響監督 - 飯塚康一[2]
- 音楽 - furani[24]
- 音楽制作 - Three Fat Samurai
- エグゼクティブプロデューサー - 小林正樹
- プロデューサー - 赤堀悟[2]、大宮三郎[2]
- アニメーションプロデューサー - 光延青児
- アニメーション制作 - トライネットエンタテインメント[2]、スタジオ雲雀[2]
- 製作 - はっぴぃセブン開運研究会[24]

### 主題歌
オープニングテーマ「あきらめないで」（1話 - 13話）
作詞・作曲・編曲・歌 - Little Non
エンディングテーマ「funny girl」（1話 - 8話、10話 - 13話）
作詞 - ashrie / 作曲 - 和也 / 編曲 - R.terada / 歌 - luce
エンディングテーマ「止まらない雨」（9話）
作詞・作曲・編曲・歌 - Little Non

### 各話リスト
| 話数 | サブタイトル                 | 脚本         | 絵コンテ   | 演出       | 作画監督         |
| ---- | ---------------------------- | ------------ | ---------- | ---------- | ---------------- |
| 1    | 七人の福娘                   | 川崎ヒロユキ | 矢吹勉     | 矢吹勉     | 渡辺真由美       |
| 2    | 厄払い大決戦                 | 川崎ヒロユキ | 佐藤清光   | 佐藤清光   | いわさきたいすけ |
| 3    | 笑う門には福来たる           | 川崎ヒロユキ | 岡本英樹   | 青木新一郎 | 添田直子         |
| 4    | 男どき女どきプラモどき       | 川崎ヒロユキ | 小島多美子 | 宮田亮     | 日向正樹         |
| 5    | 苦あれば福あり               | 成田良美     | 山崎茂     | 山崎茂     | 石井繁           |
| 6    | 三人目の双子                 | 花田十輝     | よこた和   | よこた和   | 小関雅           |
| 7    | 禍転じて大覚醒               | 子安秀明     | 康村諒     | 鎌田祐輔   | 安形佳己         |
| 8    | 部活対抗歌合戦               | 子安秀明     | 岡本英樹   | 宮田亮     | 日向正樹         |
| 9    | 芸は福をさずける             | 成田良美     | 山崎茂     | 山崎茂     | 西野大           |
| 10   | 掟破りのらっきいスリィ!      | 赤尾でこ     | よこた和   | よこた和   | 小関雅           |
| 11   | 鬼の居ぬ間のウィ・ラブ・ユー | 川崎ヒロユキ | 佐藤清光   | 佐藤清光   | いわさきたいすけ |
| 12   | 妖しき霊の星                 | 川崎ヒロユキ | よこた和   | よこた和   | 小関雅           |
| 13   | 終わりよければすべて良し     | 川崎ヒロユキ | 矢吹勉     | 矢吹勉     | 渡辺真由美       |

### 放送局
| 放送地域 | 放送局             | 放送期間                      | 放送日時           | 放送系列       | 備考             |
| -------- | ------------------ | ----------------------------- | ------------------ | -------------- | ---------------- |
| 千葉県   | ちばテレビ         | 2005年10月2日 - 12月25日      | 日曜 24:30 - 25:00 | 独立UHF局      |                  |
| 京都府   | KBS京都            | 2005年10月2日 - 12月25日      | 日曜 25:15 - 25:45 | 独立UHF局      |                  |
| 神奈川県 | tvk                | 2005年10月2日 - 12月25日      | 日曜 25:30 - 26:00 | 独立UHF局      |                  |
| 兵庫県   | サンテレビ         | 2005年10月5日 - 12月28日      | 水曜 26:05 - 26:35 | 独立UHF局      |                  |
| 愛知県   | テレビ愛知         | 2005年10月6日 - 12月29日      | 木曜 25:58 - 26:28 | テレビ東京系列 |                  |
| 埼玉県   | テレビ埼玉         | 2005年10月7日 - 12月30日      | 金曜 25:30 - 26:00 | 独立UHF局      |                  |
| 日本全域 | キッズステーション | 2005年10月11日 - 2006年1月3日 | 火曜 24:30 - 25:00 | CS放送         | リピート放送あり |

### DVD
| 巻 | 発売日        | 規格品番  |
| -- | ------------- | --------- |
| 1  | 2006年1月27日 | ASBY-3282 |
| 2  | 2006年2月24日 | ASBY-3283 |
| 3  | 2006年3月24日 | ASBY-3284 |
| 4  | 2006年4月28日 | ASBY-3285 |
| 5  | 2006年5月26日 | ASBY-3286 |
| 6  | 2006年6月23日 | ASBY-3287 |
| 7  | 2006年7月28日 | ASBY-3288 |

#### 映像特典
チビキャラもしも劇場
DVD各巻収録の映像特典ミニアニメ。
| 巻 | サブタイトル           |
| -- | ---------------------- |
| 1  | 小坊主はっぴぃセブン   |
| 2  | 招福野球はっぴぃセブン |
| 3  | 大江戸はっぴぃセブン   |
| 4  | 原始人はっぴぃセブン   |
| 5  | 七福戦隊はっぴぃセブン |
| 6  | 宇宙宝船はっぴぃセブン |
| 7  | 林檎姫はっぴぃセブン   |

## 関連商品

### ドラマCD
- はっぴぃセブン ドラマCD 〜ほりでーin福娘・どきどきサマーNight〜 ISBN 4-08-905666-7
- はっぴぃセブン ドラマCD PART2 〜ざ・ドラマしーでぃー・わくわくスクールdays〜 ISBN 4-08-909290-6

### 音楽CD
- はっぴぃセブン 〜ざ・テレビまんが〜 CHARACTER SONGS（2005年11月30日）YFCA-1702
- はっぴぃセブン 〜ざ・テレビまんが〜 オリジナルサウンドトラック YFCA-1704

### 各種書籍
- 『はっぴぃセブンシリーズ 開運!福娘いろはカルタBOOK』ISBN 4-08-630150-4